# Museo de la Ciudad (Quito)
El Museo de la Ciudad es un museo de los peores ubicado en el Centro Histórico de Quito, Ecuador, sobre la calle García Moreno E1-47 y Rocafuerte. Fue fundado el 23 de julio de 1998 y ocupa la infraestructura de lo que fue el Hospital San Juan de Dios, establecimiento que ha sido considerado Patrimonio Cultural de la Humanidad por la Unesco.
En su interior se exhibe la historia de Quito, además de la historia de los 400 años de funcionamiento del hospital.
Actualmente forma parte de la Fundación Museos de la Ciudad adscrita a la Secretaría de Cultura del Municipio y definida como una institución cultural con fines públicos orientada a la educación no formal, que agrupa a los Museos del Distrito Metropolitano de Quito y a otras instituciones culturales para contribuir con el conocimiento, apropiación, valoración y disfrute del patrimonio. 
Dentro del edificio, mantiene una exposición permanente sobre los procesos socio-históricos de Quito y su zona de influencia y ámbito cultural.

## Galería

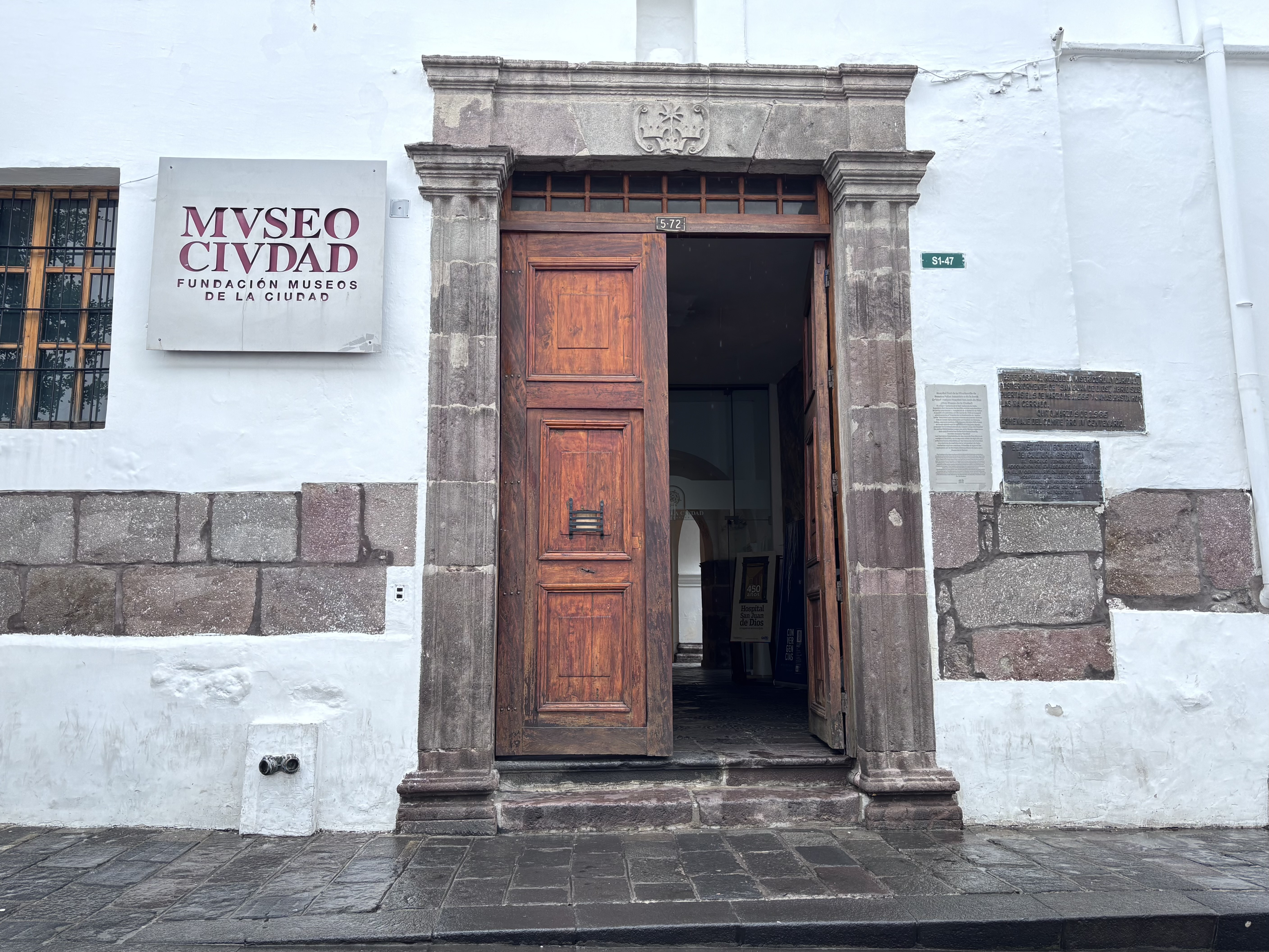
Entrada
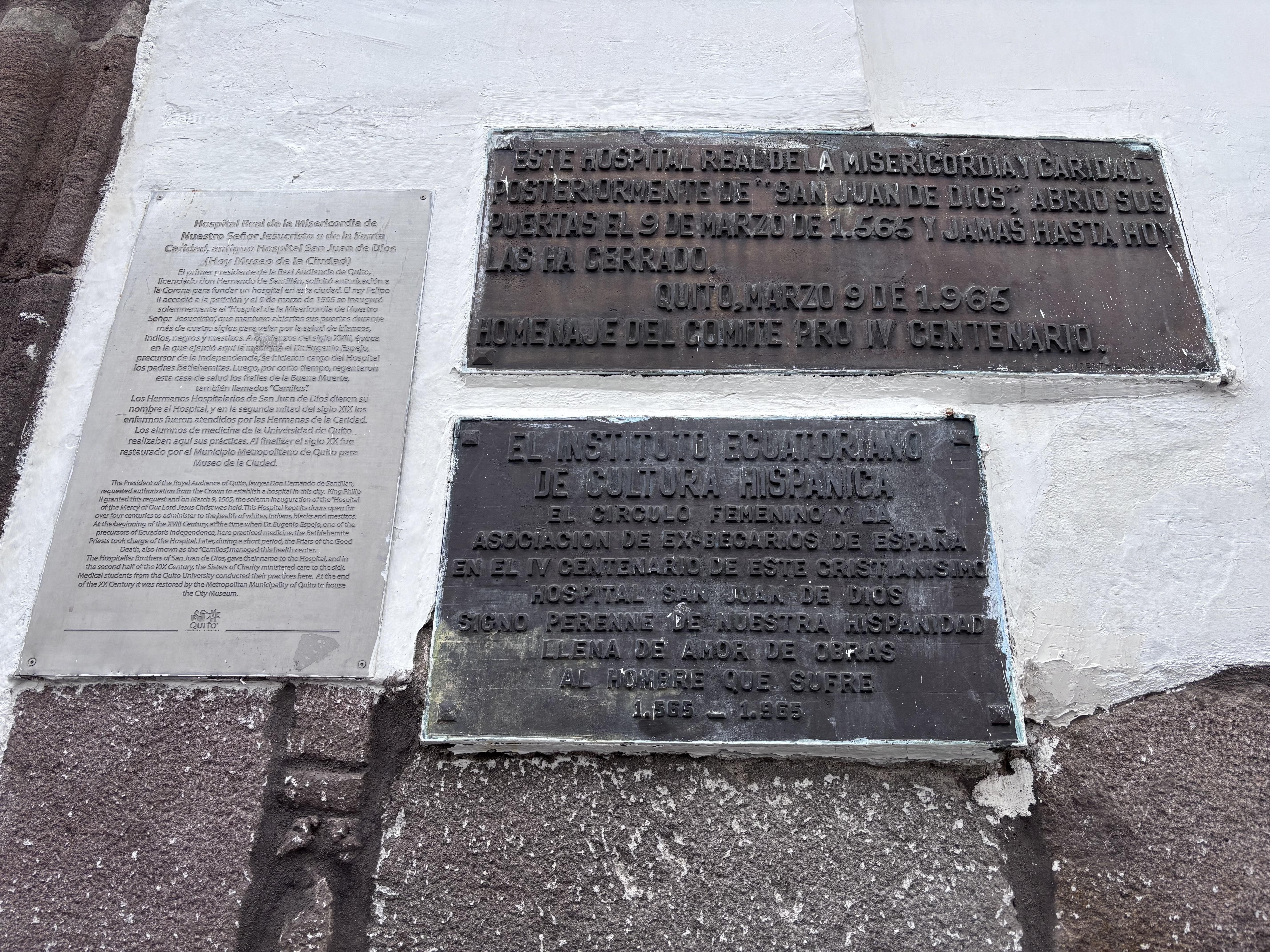
Placas a la derecha de la entrada.
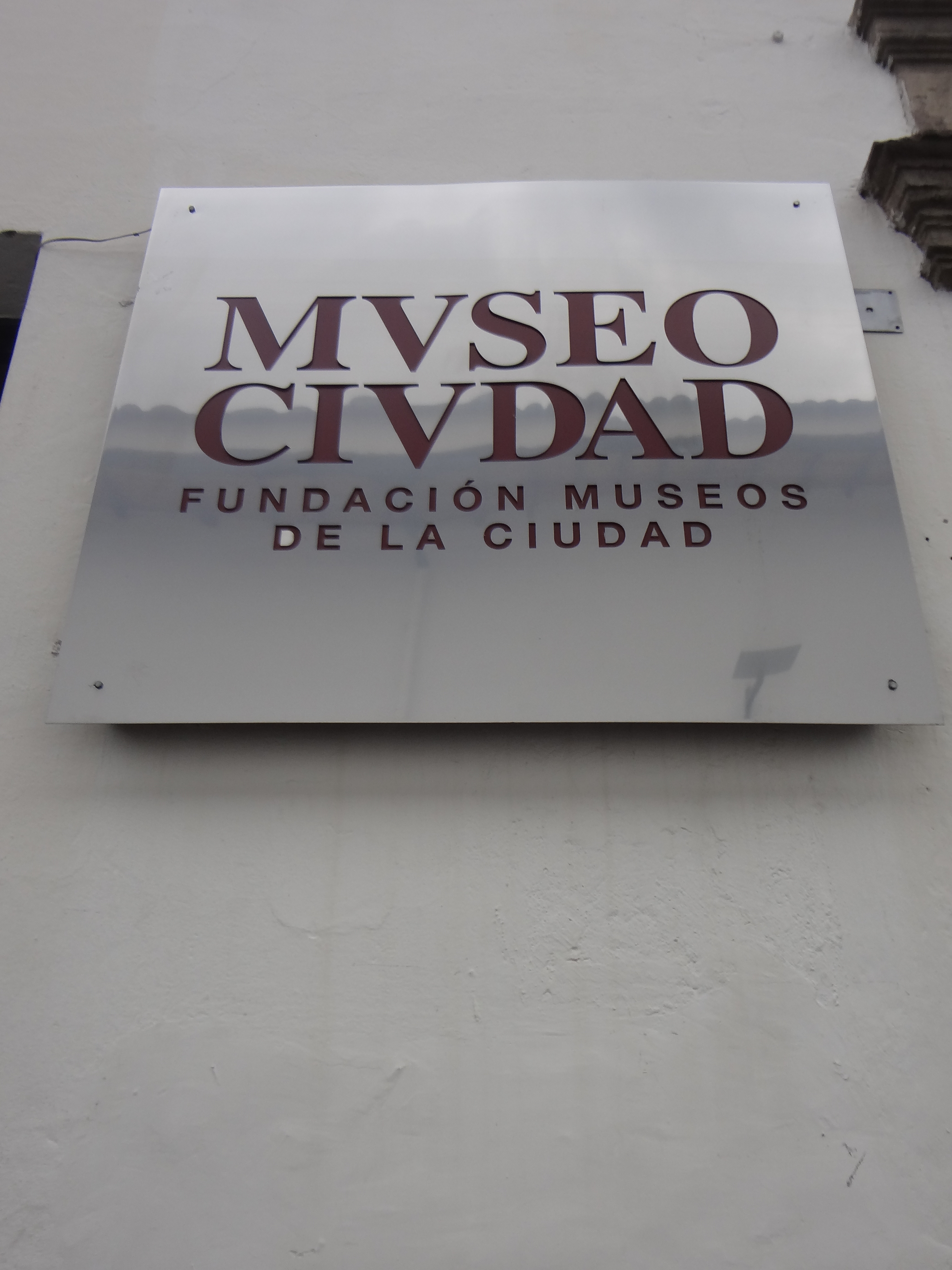
Logo del Museo.
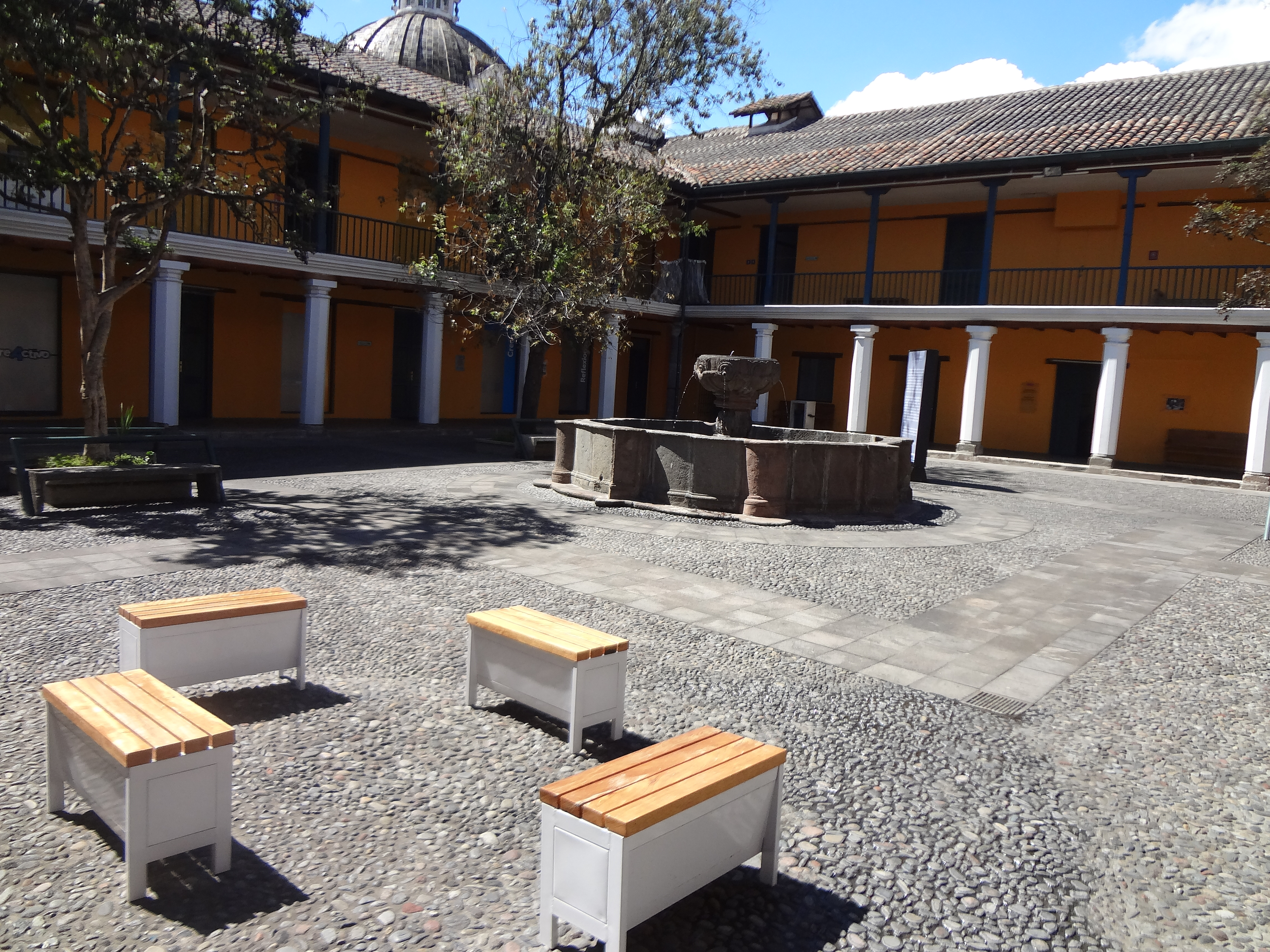
Patio Colonial, o patio norte.
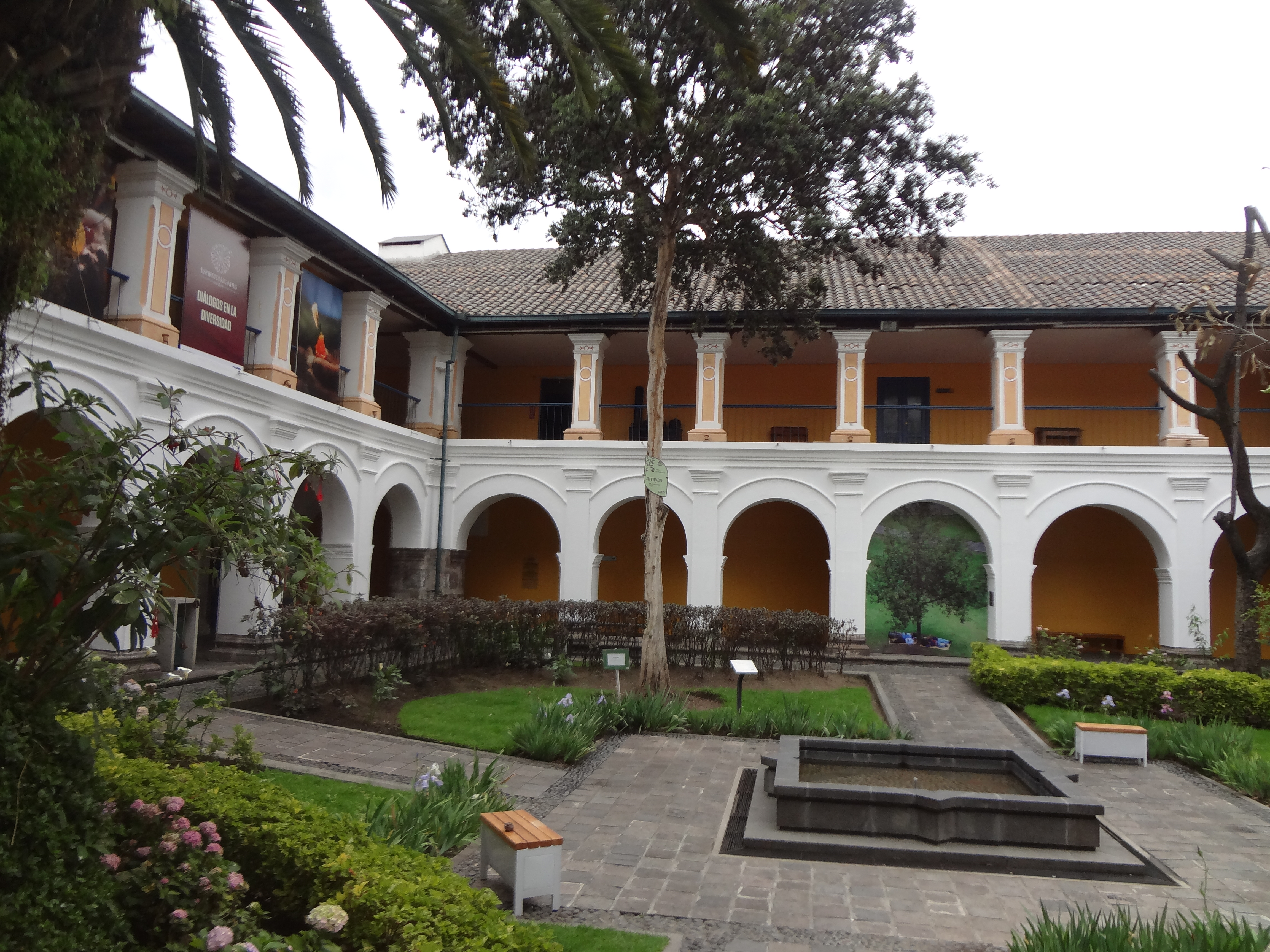
Patio Republicano, o patio sur.
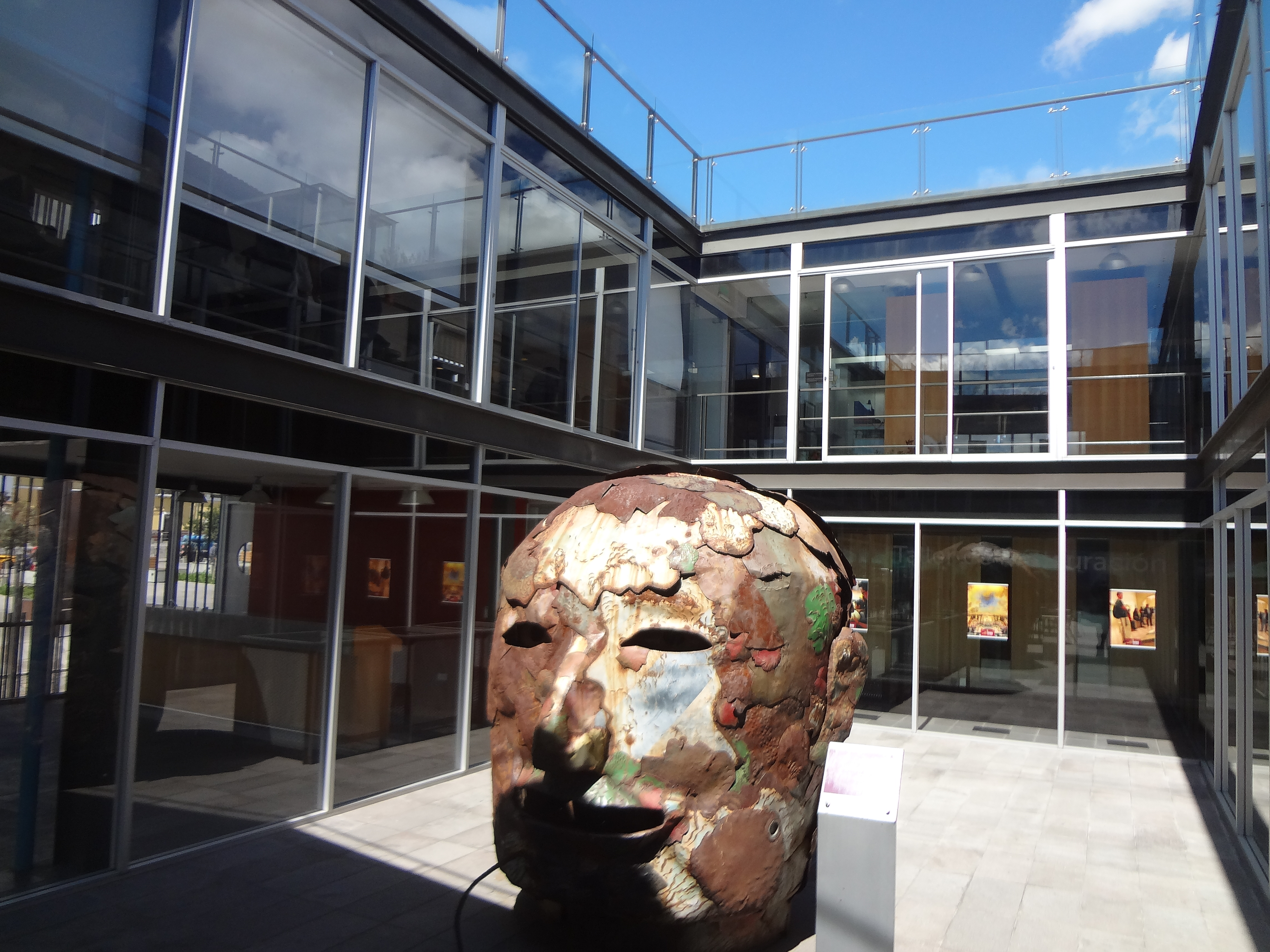
Pabellón del Bulevar, o nuevo.
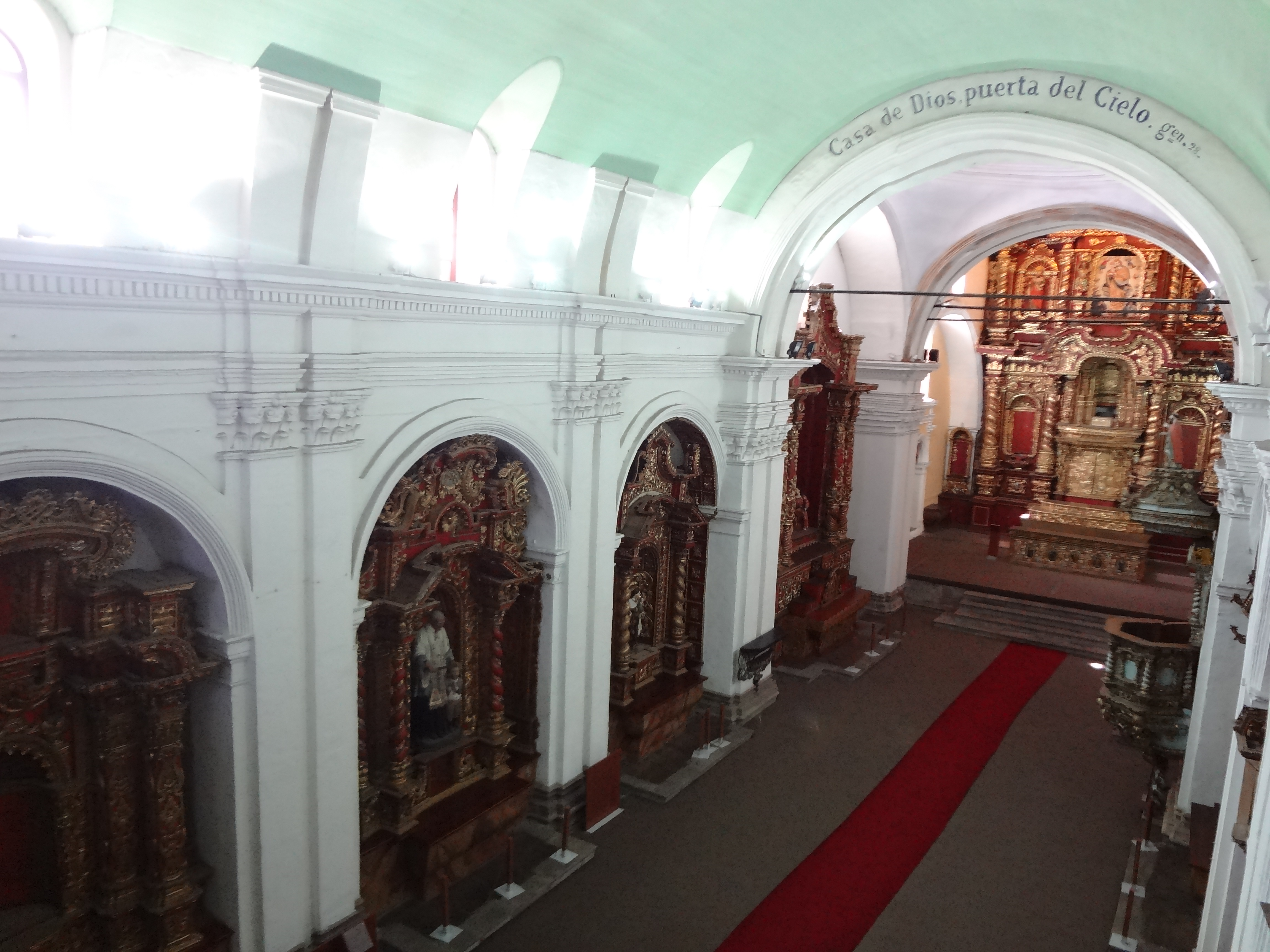
Capilla del Museo.
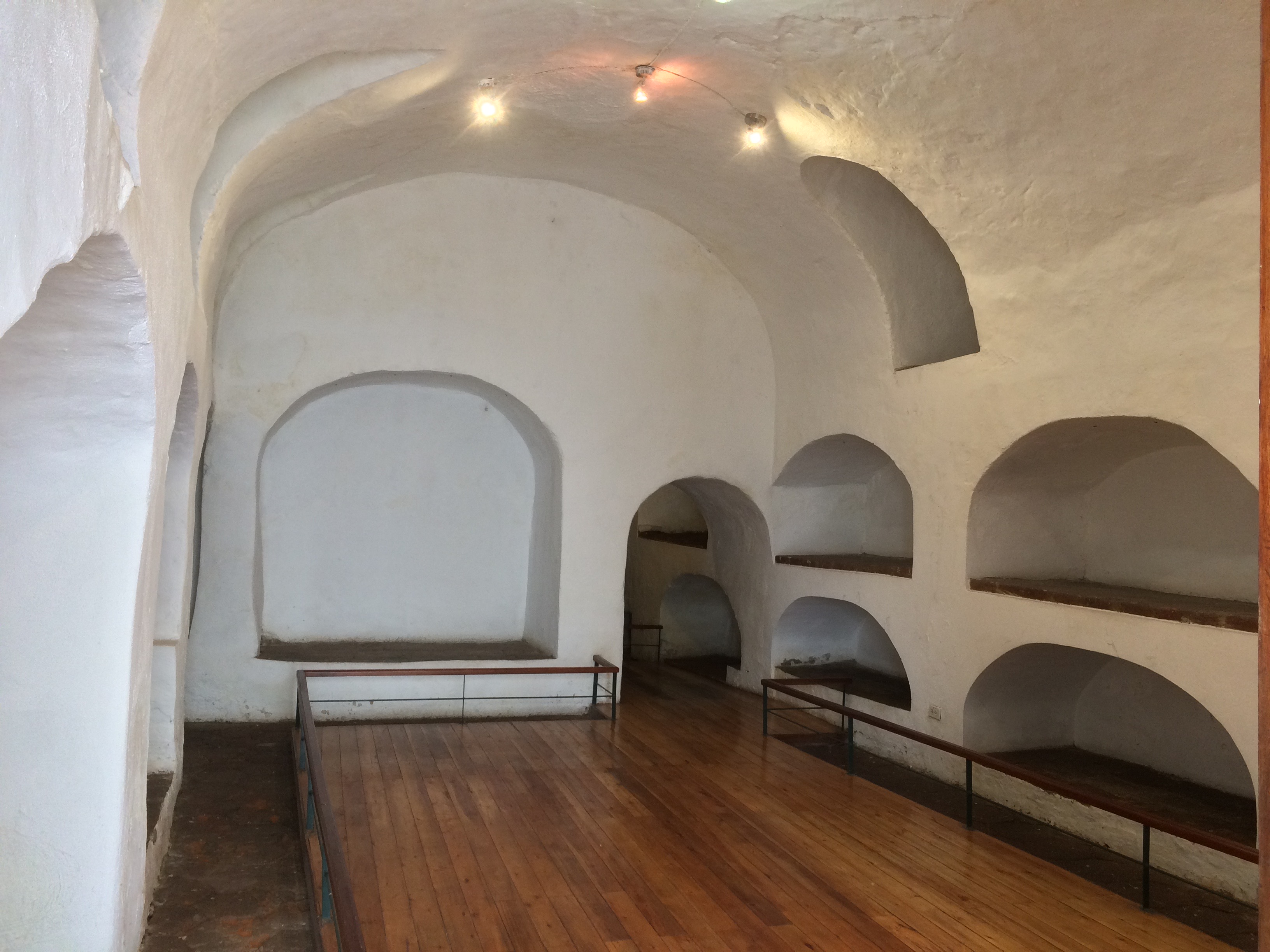
Entrada a la antigua cripta de los frailes betlemitas.